# Mistrzostwa Polski w Short Tracku 2018
Mistrzostwa Polski w Short Tracku 2018 – 22. edycja mistrzostw, która odbyła się w dniach 19–21 stycznia 2018 roku w Arenie Lodowej w Tomaszowie Mazowieckim.

## Wyniki

### Kobiety

#### 500 metrów
Finał
| Miejsce | Zawodniczka          | Klub              | Wynik    | Punkty |
| ------- | -------------------- | ----------------- | -------- | ------ |
| 1.      | Magdalena Warakomska | AZS Opole         | 44,906   | 34     |
| 2.      | Nikola Mazur         | Juvenia Białystok | 44,988   | 21     |
| 3.      | Karolina Miłkowska   | Juvenia Białystok | 46,194   | 13     |
| 4.      | Wiktoria Tkaczuk     | AZS Opole         | 47,259   | 8      |
| 5.      | Kamila Stormowska    | Orzeł Elbląg      | 1:10,590 | 5      |

#### 1000 metrów
Finał
| Miejsce | Zawodniczka          | Klub              | Wynik    | Punkty |
| ------- | -------------------- | ----------------- | -------- | ------ |
| 1.      | Kamila Stormowska    | Orzeł Elbląg      | 2:08,893 | 34     |
| 2.      | Nikola Mazur         | Juvenia Białystok | 2:09,067 | 21     |
| 3.      | Patrycja Maliszewska | Juvenia Białystok | 2:09,187 | 13     |
| 4.      | Magdalena Warakomska | AZS Opole         | PEN      | 5      |

#### 1500 metrów
Finał
| Miejsce | Zawodniczka          | Klub              | Wynik    | Punkty |
| ------- | -------------------- | ----------------- | -------- | ------ |
| 1.      | Magdalena Warakomska | AZS Opole         | 2:50,169 | 34     |
| 2.      | Kamila Stormowska    | Orzeł Elbląg      | 2:50,584 | 21     |
| 3.      | Patrycja Maliszewska | Juvenia Białystok | 2:52,922 | 13     |
| 4.      | Wiktoria Tkaczuk     | AZS Opole         | 2:53,985 | 8      |
| 5.      | Gabriela Topolska    | Juvenia Białystok | 2:56,265 | 5      |
| 6.      | Karolina Miłkowska   | Juvenia Białystok | 2:59,559 | 3      |

#### Superfinał 3000 metrów
Finał
| Miejsce | Zawodniczka          | Klub              | Wynik    | Punkty |
| ------- | -------------------- | ----------------- | -------- | ------ |
| 1.      | Magdalena Warakomska | AZS Opole         | 5:42,248 | 34     |
| 2.      | Kamila Stormowska    | Orzeł Elbląg      | 5:42,386 | 21     |
| 3.      | Patrycja Markiewicz  | Juvenia Białystok | 5:44,049 | 13     |
| 4.      | Patrycja Maliszewska | Juvenia Białystok | 5:49,569 | 8      |
| 5.      | Karolina Miłkowska   | Juvenia Białystok | 6:49,208 | 5      |
| 6.      | Wiktoria Tkaczuk     | AZS Opole         | 5:53,467 | 3      |
| 7.      | Gabriela Topolska    | Juvenia Białystok | 5:57,798 | 2      |
| 8.      | Nikola Mazur         | Juvenia Białystok | 6:06,938 | 1      |

#### Wielobój
Klasyfikacja
| Miejsce | Zawodniczka          | Klub              | Dystanse | Dystanse | Dystanse | Dystanse | Punkty |
| Miejsce | Zawodniczka          | Klub              | 1500 m   | 500 m    | 1000 m   | 3000 m   | Punkty |
| ------- | -------------------- | ----------------- | -------- | -------- | -------- | -------- | ------ |
| 1.      | Magdalena Warakomska | AZS Opole         | 1        | 1        | 4        | 1        | 107    |
| 2.      | Kamila Stormowska    | Orzeł Elbląg      | 2        | 5        | 1        | 2        | 81     |
| 3.      | Nikola Mazur         | Juvenia Białystok | 12       | 2        | 2        | 8        | 43     |
| 4.      | Patrycja Maliszewska | Juvenia Białystok | 3        | 6        | 3        | 4        | 39     |
| 5.      | Karolina Miłkowska   | Juvenia Białystok | 6        | 3        | 8        | 5        | 22     |
| 6.      | Wiktoria Tkaczuk     | AZS Opole         | 4        | 4        | 6        | 6        | 22     |
| 7.      | Patrycja Markiewicz  | Juvenia Białystok | 11       | 10       | 5        | 3        | 18     |
| 8.      | Gabriela Topolska    | Juvenia Białystok | 5        | 12       | 7        | 7        | 9      |
| 9.      | Magdalena Witulska   | Juvenia Białystok | 7        | 8        | 10       |          | 4      |
| 10.     | Hanna Sokołowska     | Juvenia Białystok | 9        | 7        | 11       |          | 3      |
| 11.     | Julia Lisowska       | Juvenia Białystok | 8        | 14       | 14       |          | 1      |

#### Sztafeta 3000 metrów
Finał
| Miejsce | Klub                                                                                        | Wynik    |
| ------- | ------------------------------------------------------------------------------------------- | -------- |
| 1.      | Juvenia Białystok Natalia Maliszewska Patrycja Maliszewska Patrycja Markiewicz Nikola Mazur | 4:24,388 |
| 2.      | AZS Opole Nina Łazar Wiktoria Tkaczuk Magdalena Warakomska Magdalena Wilga                  | 4:43,942 |
| 3.      | Juvenia Białystok II Karolina Miłkowska Gabriela Topolska Magdalena Witulska Wiktoria Żak   | 4:47,952 |
| 4.      | Juvenia Białystok III Marcelina Kowalewska Julia Lisowska Hanna Sokołowska Sara Śliżewska   | 4:49,750 |

### Mężczyźni

#### 500 metrów
Finał
| Miejsce | Zawodnik           | Klub              | Wynik  | Punkty |
| ------- | ------------------ | ----------------- | ------ | ------ |
| 1.      | Bartosz Konopko    | Juvenia Białystok | 41,021 | 34     |
| 2.      | Rafał Anikiej      | Juvenia Białystok | 41,843 | 21     |
| 3.      | Mateusz Krzemiński | AZS Opole         | 41,947 | 13     |
| 4.      | Szymon Wilczyk     | Juvenia Białystok | 42,249 | 8      |

#### 1000 metrów
Finał
| Miejsce | Zawodnik           | Klub              | Wynik    | Punkty |
| ------- | ------------------ | ----------------- | -------- | ------ |
| 1.      | Rafał Anikiej      | Juvenia Białystok | 1:28,293 | 34     |
| 2.      | Szymon Wilczyk     | Juvenia Białystok | 1:27,125 | 21     |
| 3.      | Karol Nieścier     | Juvenia Białystok | 1:27,471 | 13     |
| 4.      | Mateusz Krzemiński | AZS Opole         | PEN      | 5      |

#### 1500 metrów
Finał
| Miejsce | Zawodnik           | Klub              | Wynik    | Punkty |
| ------- | ------------------ | ----------------- | -------- | ------ |
| 1.      | Szymon Wilczyk     | Juvenia Białystok | 2:40,724 | 34     |
| 2.      | Mateusz Krzemiński | AZS Opole         | 2:40,831 | 21     |
| 3.      | Adam Filipowicz    | AZS Opole         | 2:45,059 | 13     |
| 4.      | Bartosz Konopko    | Juvenia Białystok | 3:21,368 | 8      |
| 5.      | Rafał Anikiej      | Juvenia Białystok | PEN      | 2      |
| 6.      | Karol Nieścier     | Juvenia Białystok | PEN      | 2      |

#### Superfinał 3000 metrów
Finał
| Miejsce | Zawodnik           | Klub                | Wynik    | Punkty |
| ------- | ------------------ | ------------------- | -------- | ------ |
| 1.      | Bartosz Konopoko   | Juvenia Białystok   | 5:14,227 | 34     |
| 2.      | Rafał Anikiej      | Juvenia Białystok   | 5:16,625 | 21     |
| 3.      | Karol Nieścier     | Juvenia Białystok   | 5:20,239 | 13     |
| 4.      | Adam Filipowicz    | AZS Opole           | 5:21,235 | 8      |
| 5.      | Rafał Grycner      | Stoczniowiec Gdańsk | 5:21,502 | 5      |
| 6.      | Paweł Adamski      | Juvenia Białystok   | 5:24,794 | 3      |
| 7.      | Szymon Wilczyk     | Juvenia Białystok   | 5:38,351 | 2      |
| 8.      | Mateusz Krzemiński | AZS Opole           | 5:39,816 | 1      |

#### Wielobój
Klasyfikacja
| Miejsce | Zawodnik           | Klub                | Dystanse | Dystanse | Dystanse | Dystanse | Punkty |
| Miejsce | Zawodnik           | Klub                | 1500 m   | 500 m    | 1000 m   | 3000 m   | Punkty |
| ------- | ------------------ | ------------------- | -------- | -------- | -------- | -------- | ------ |
| 1.      | Rafał Anikiej      | Juvenia Białystok   | 5        | 2        | 1        | 2        | 78     |
| 2.      | Bartosz Konopoko   | Juvenia Białystok   | 4        | 1        | 26       | 1        | 76     |
| 3.      | Szymon Wilczyk     | Juvenia Białystok   | 1        | 4        | 2        | 7        | 65     |
| 4.      | Mateusz Krzemiński | AZS Opole           | 2        | 3        | 4        | 8        | 40     |
| 5.      | Karol Nieścier     | Juvenia Białystok   | 6        | 5        | 3        | 3        | 33     |
| 6.      | Adam Filipowicz    | AZS Opole           | 3        | 7        | 16       | 4        | 23     |
| 7.      | Rafał Grycner      | Stoczniowiec Gdańsk | 7        | 8        | 7        | 5        | 8      |
| 8.      | Paweł Adamski      | Juvenia Białystok   | 9        | 26       | 5        | 6        | 8      |
| 9.      | Łukasz Kuczyński   | Juvenia Białystok   | 11       | 6        | 9        |          | 3      |
| 10.     | Jakub Bielecki     | Juvenia Białystok   | 15       | 13       | 6        |          | 3      |
| 11.     | Sebastian Hydzik   | AZS Opole           | 8        | 12       | 8        |          | 1      |

#### Sztafeta 5000 metrów
Finał
| Miejsce | Klub                                                                                           | Wynik    |
| ------- | ---------------------------------------------------------------------------------------------- | -------- |
| 1.      | Juvenia Białystok Rafał Anikiej Bartosz Konopko Karol Nieścier Szymon Wilczyk                  | 7:04,339 |
| 2.      | AZS Opole Łukasz Fabiański Adam Filipowicz Krystian Giszka Sebastian Hydzik Mateusz Krzemiński | 7:06,551 |
| 3.      | Juvenia Białystok II Paweł Adamski Ignacy Kłujszo Łukasz Kuczyński Mateusz Mikołajuk           | 7:16,619 |
| 4.      | Juvenia Białystok III Jakub Bielecki Tomasz Borys Karol Wanago Jakub Zakrzewski                | 7,42,748 |